# A Dallas Stars 2012–2013-as szezonja
A Dallas Starsnak a 2012–2013-as szezon a 20. volt az alapítás óta. A csapat az észak-amerikai profi jégkorongligában, a National Hockey League-ben játszik. 2012 nyarán leigazolták a két veterán játékost, Jaromír Jágrt és Ray Whitney-t valamint a Buffalo Sabresben jól játszó Derek Roy-t. A 2012–2013-as NHL-lockout miatt a szezon nem kezdődött el időben. Végül 2013. január 19-én kezdődött el a szezon, ami így 48 mérkőzéses volt.

## Előszezon
Az összes előszezon mérkőzés elmaradt a lockout miatt. Az alábbi mérkőzések lettek volna
| # | Dátum          | Otthon                                  | Eredmény | Idegenben          | Hossz. | Kapus | Nézőszám | Tabella | Pont |
| 1 | Szeptember 25. | Dallas Stars (Boise városában)          |          | Minnesota Wild     |        |       |          |         |      |
| 2 | Szeptember 26. | Minnesota Wild                          |          | Dallas Stars       |        |       |          |         |      |
| 3 | Szeptember 28. | Florida Panthers (San Antonio városába) |          | Dallas Stars       |        |       |          |         |      |
| 4 | Szeptember 29. | Dallas Stars                            |          | Florida Panthers   |        |       |          |         |      |
| 5 | Október 1.     | Colorado Avalanche                      |          | Dallas Stars       |        |       |          |         |      |
| 6 | Október 3.     | Dallas Stars                            |          | St. Louis Blues    |        |       |          |         |      |
| 7 | Október 5.     | Dallas Stars                            |          | Colorado Avalanche |        |       |          |         |      |
| 8 | Október 6.     | St. Louis Blues                         |          | Dallas Stars       |        |       |          |         |      |

## Alapszakasz

### Divízió tabella
| Csendes-óceáni divízió | MSz | Gy | V  | HV | SzG | KG  | P  |
| ---------------------- | --- | -- | -- | -- | --- | --- | -- |
| Y – Anaheim Ducks      | 48  | 30 | 12 | 6  | 140 | 118 | 66 |
| X – Los Angeles Kings  | 48  | 27 | 16 | 5  | 133 | 118 | 59 |
| X – San Jose Sharks    | 48  | 25 | 16 | 7  | 124 | 118 | 57 |
| Phoenix Coyotes        | 48  | 21 | 18 | 9  | 125 | 131 | 51 |
| Dallas Stars           | 48  | 22 | 22 | 4  | 130 | 142 | 48 |

### Főcsoport tabella
| #   | Nyugati főcsoport      | Div | MSz | Gy | V  | HV | Gy-HGy | SzG | KG  | P  |
| --- | ---------------------- | --- | --- | -- | -- | -- | ------ | --- | --- | -- |
| 1   | P – Chicago Blackhawks | K   | 48  | 36 | 7  | 5  | 30     | 155 | 102 | 77 |
| 2   | Y – Anaheim Ducks      | Cs  | 48  | 30 | 12 | 6  | 24     | 140 | 118 | 66 |
| 3   | Y – Vancouver Canucks  | ÉNy | 48  | 26 | 15 | 7  | 21     | 127 | 121 | 59 |
| 4   | X – St. Louis Blues    | K   | 48  | 29 | 17 | 2  | 24     | 129 | 115 | 60 |
| 5   | X – Los Angeles Kings  | Cs  | 48  | 27 | 16 | 5  | 25     | 133 | 118 | 59 |
| 6   | X – San Jose Sharks    | Cs  | 48  | 25 | 16 | 7  | 17     | 124 | 116 | 57 |
| 7   | X – Detroit Red Wings  | K   | 48  | 24 | 16 | 8  | 22     | 124 | 115 | 56 |
| 8   | X – Minnesota Wild     | ÉNy | 48  | 26 | 19 | 3  | 22     | 122 | 127 | 55 |
| 8.5 |                        |     |     |    |    |    |        |     |     |    |
| 9   | Columbus Blue Jackets  | K   | 48  | 24 | 17 | 7  | 19     | 120 | 119 | 55 |
| 10  | Phoenix Coyotes        | Cs  | 48  | 21 | 18 | 9  | 17     | 125 | 131 | 51 |
| 11  | Dallas Stars           | Cs  | 48  | 22 | 22 | 4  | 20     | 130 | 142 | 48 |
| 12  | Edmonton Oilers        | ÉNy | 48  | 19 | 22 | 7  | 17     | 125 | 134 | 45 |
| 13  | Calgary Flames         | ÉNy | 48  | 19 | 25 | 4  | 19     | 128 | 160 | 42 |
| 14  | Nashville Predators    | K   | 48  | 16 | 23 | 9  | 14     | 111 | 139 | 41 |
| 15  | Colorado Avalanche     | ÉNy | 48  | 16 | 25 | 7  | 14     | 116 | 152 | 39 |

### Mérkőzések

#### Október
Mind a 9 októberi mérkőzés elmaradt. Az alábbi mérkőzések lettek volna.
| # | Dátum       | Otthon              | Eredmény | Idegenben         | Hossz. | Kapus | Nézőszám | Tabella | Pont |
| 1 | Október 13. | Phoenix Coyotes     |          | Dallas Stars      |        |       |          |         |      |
| 2 | Október 14. | Anaheim Ducks       |          | Dallas Stars      |        |       |          |         |      |
| 3 | Október 16. | Dallas Stars        |          | Phoenix Coyotes   |        |       |          |         |      |
| 4 | Október 18. | Dallas Stars        |          | Minnesota Wild    |        |       |          |         |      |
| 5 | Október 20. | Boston Bruins       |          | Dallas Stars      |        |       |          |         |      |
| 6 | Október 23. | Ottawa Senators     |          | Dallas Stars      |        |       |          |         |      |
| 7 | Október 25. | Dallas Stars        |          | Vancouver Canucks |        |       |          |         |      |
| 8 | Október 27. | Dallas Stars        |          | St. Louis Blues   |        |       |          |         |      |
| 9 | Október 30. | Philadelphia Flyers |          | Dallas Stars      |        |       |          |         |      |

#### November
Mind a 15 novemberi mérkőzés elmaradt. Az alábbi mérkőzések lettek volna.
| #  | Dátum        | Otthon                | Eredmény | Idegenben           | Hossz. | Kapus | Nézőszám | Tabella | Pont |
| 10 | November 1.  | New York Rangers      |          | Dallas Stars        |        |       |          |         |      |
| 11 | November 3.  | New York Islanders    |          | Dallas Stars        |        |       |          |         |      |
| 12 | November 4.  | Washington Capitals   |          | Dallas Stars        |        |       |          |         |      |
| 13 | November 6.  | St. Louis Blues       |          | Dallas Stars        |        |       |          |         |      |
| 14 | November 8.  | Dallas Stars          |          | Phoenix Coyotes     |        |       |          |         |      |
| 15 | November 10. | Dallas Stars          |          | Chicago Blackhawks  |        |       |          |         |      |
| 16 | November 13. | Detroit Red Wings     |          | Dallas Stars        |        |       |          |         |      |
| 17 | November 15. | Dallas Stars          |          | San Jose Sharks     |        |       |          |         |      |
| 18 | November 17. | Dallas Stars          |          | Carolina Hurricanes |        |       |          |         |      |
| 19 | November 20. | Dallas Stars          |          | Edmonton Oilers     |        |       |          |         |      |
| 20 | November 21. | Nashville Predators   |          | Dallas Stars        |        |       |          |         |      |
| 21 | November 23. | Dallas Stars          |          | Washington Capitals |        |       |          |         |      |
| 22 | November 25. | Dallas Stars          |          | Los Angeles Kings   |        |       |          |         |      |
| 23 | November 27. | Columbus Blue Jackets |          | Dallas Stars        |        |       |          |         |      |
| 24 | November 29. | Dallas Stars          |          | Edmonton Oilers     |        |       |          |         |      |

#### December
Mind a 13 decemberi mérkőzés elmaradt. Az alábbi mérkőzések lettek volna.
| #  | Dátum        | Otthon            | Eredmény | Idegenben             | Hossz. | Kapus | Nézőszám | Tabella | Pont |
| 25 | December 1.  | Dallas Stars      |          | Pittsburgh Penguins   |        |       |          |         |      |
| 26 | December 4.  | Vancouver Canucks |          | Dallas Stars          |        |       |          |         |      |
| 26 | December 6.  | Calgary Flames    |          | Dallas Stars          |        |       |          |         |      |
| 28 | December 8.  | Edmonton Oilers   |          | Dallas Stars          |        |       |          |         |      |
| 29 | December 10. | Los Angeles Kings |          | Dallas Stars          |        |       |          |         |      |
| 30 | December 13. | Anaheim Ducks     |          | Dallas Stars          |        |       |          |         |      |
| 31 | December 15. | San Jose Sharks   |          | Dallas Stars          |        |       |          |         |      |
| 32 | December 21. | Dallas Stars      |          | St. Louis Blues       |        |       |          |         |      |
| 33 | December 22. | Phoenix Coyotes   |          | Dallas Stars          |        |       |          |         |      |
| 34 | December 26. | Minnesota Wild    |          | Dallas Stars          |        |       |          |         |      |
| 35 | December 27. | Dallas Stars      |          | Columbus Blue Jackets |        |       |          |         |      |
| 36 | December 29. | Dallas Stars      |          | Minnesota Wild        |        |       |          |         |      |
| 37 | December 31. | Dallas Stars      |          | Nashville Predators   |        |       |          |         |      |

#### Január
Januárban még további 7 mérkőzés maradt el és így összesen 44. Az alábbi 7 mérkőzés lett volna.
| #  | Dátum      | Otthon              | Eredmény | Idegenben          | Hossz. | Kapus | Nézőszám | Tabella | Pont |
| 38 | Január 4.  | Dallas Stars        |          | New York Rangers   |        |       |          |         |      |
| 39 | Január 8.  | Dallas Stars        |          | Phoenix Coyotes    |        |       |          |         |      |
| 40 | Január 10. | Chicago Blackhawks  |          | Dallas Stars       |        |       |          |         |      |
| 41 | Január 12. | Dallas Stars        |          | Montréal Canadiens |        |       |          |         |      |
| 42 | Január 14. | Colorado Avalanche  |          | Dallas Stars       |        |       |          |         |      |
| 43 | Január 15. | Nashville Predators |          | Dallas Stars       |        |       |          |         |      |
| 44 | Január 17. | Dallas Stars        |          | Colorado Avalanche |        |       |          |         |      |

A szezon január 19-én kezdődött egy új sorsolással. Minden csapat 48 mérkőzést játszott.
| # | Dátum      | Otthon                | Eredmény | Idegenben          | Hossz. | Kapus              | Nézőszám | Tabella | Pont |
| 1 | Január 19. | Dallas Stars          | 4 – 3    | Phoenix Coyotes    |        | Lehtonen           | 18,532   | 1–0–0   | 2    |
| 2 | Január 20. | Minnesota Wild        | 1 – 0    | Dallas Stars       |        | Nilhstorp          | 18,296   | 1–1–0   | 2    |
| 3 | Január 22. | Detroit Red Wings     | 1 – 2    | Dallas Stars       |        | Lehtonen           | 20,066   | 2–1–0   | 4    |
| 4 | Január 24. | Dallas Stars          | 2 – 3    | Chicago Blackhawks | HV     | Lehtonen           | 17,868   | 2–1–1   | 5    |
| 5 | Január 26. | Dallas Stars          | 3 – 4    | St. Louis Blues    |        | Nilhstorp/Lehtonen | 17,131   | 2–2–1   | 5    |
| 6 | Január 28. | Columbus Blue Jackets | 2 – 1    | Dallas Stars       |        | Lehtonen           | 10,475   | 2–3–1   | 5    |
| 7 | Január 29. | Detroit Red Wings     | 4 – 1    | Dallas Stars       |        | Lehtonen/Bachman   | 20,066   | 2–4–1   | 5    |

#### Február
| #  | Dátum       | Otthon                | Eredmény | Idegenben         | Hossz. | Kapus            | Nézőszám | Tabella | Pont |
| 8  | Február 1.  | Dallas Stars          | 4 – 3    | Phoenix Coyotes   | SO     | Lehtonen         | 18,101   | 3–4–1   | 7    |
| 9  | Február 2.  | Phoenix Coyotes       | 2 – 0    | Dallas Stars      |        | Bachman          | 12,151   | 3–5–1   | 7    |
| 10 | Február 4.  | Colorado Avalanche    | 2 – 3    | Dallas Stars      |        | Lehtonen         | 13,441   | 4–5–1   | 9    |
| 11 | Február 6.  | Edmonton Oilers       | 2 – 3    | Dallas Stars      | HGy    | Lehtonen         | 16,839   | 5–5–1   | 11   |
| 12 | Február 8.  | Dallas Stars          | 3 – 1    | Anaheim Ducks     |        | Lehtonen         | 18,112   | 6–5–1   | 13   |
| 13 | Február 12. | Edmonton Oilers       | 1 – 4    | Dallas Stars      |        | Lehtonen         | 16,839   | 7–5–1   | 15   |
| 14 | Február 13. | Calgary Flames        | 7 – 4    | Dallas Stars      |        | Bachman          | 19,289   | 7–6–1   | 15   |
| 15 | Február 15. | Vancouver Canucks     | 3 – 4    | Dallas Stars      |        | Lehtonen/Bachman | 18,910   | 8–6–1   | 17   |
| 16 | Február 17. | Dallas Stars          | 3 – 4    | Calgary Flames    |        | Bachman          | 17,340   | 8–7–1   | 17   |
| 17 | Február 21. | Dallas Stars          | 3 – 4    | Vancouver Canucks |        | Nihlstorp        | 17,393   | 8–8–1   | 17   |
| 18 | Február 23. | Dallas Stars          | 3 – 1    | San Jose Sharks   |        | Nihlstorp        | 18,584   | 9–8–1   | 19   |
| 19 | Február 25. | Nashville Predators   | 5 – 4    | Dallas Stars      | HV     | Nihlstorp        | 17,113   | 9–8–2   | 20   |
| 20 | Február 26. | Columbus Blue Jackets | 4 – 5    | Dallas Stars      | HGy    | Bachman          | 11,523   | 10–8–2  | 22   |
| 21 | Február 28. | Dallas Stars          | 1 – 5    | Edmonton Oilers   |        | Lehtonen         | 17,004   | 10–9–2  | 22   |

#### Március
| #  | Dátum       | Otthon             | Eredmény | Idegenben           | Hossz. | Kapus            | Nézőszám | Tabella | Pont |
| 22 | Március 3.  | Dallas Stars       | 4 – 1    | St. Louis Blues     |        | Lehtonen         | 16,663   | 11–9–2  | 24   |
| 23 | Március 7.  | Los Angeles Kings  | 2 – 5    | Dallas Stars        |        | Lehtonen         | 18,118   | 12–9–2  | 26   |
| 24 | Március 9.  | Phoenix Coyotes    | 2 – 1    | Dallas Stars        |        | Lehtonen         | 15,842   | 12–10–2 | 26   |
| 25 | Március 12. | Dallas Stars       | 0 – 4    | Nashville Predators |        | Lehtonen         | 15,661   | 12–11–2 | 26   |
| 26 | Március 14. | Dallas Stars       | 1 – 2    | Anaheim Ducks       | SO     | Lehtonen         | 15,775   | 12–11–3 | 27   |
| 27 | Március 16. | Dallas Stars       | 1 – 8    | Chicago Blackhawks  |        | Lehtonen/Bachman | 18,584   | 12–12–3 | 27   |
| 28 | Március 18. | Dallas Stars       | 4 – 3    | Calgary Flames      |        | Lehtonen         | 16,057   | 13–12–3 | 29   |
| 29 | Március 20. | Colorado Avalanche | 4 – 3    | Dallas Stars        |        | Lehtonen         | 13,813   | 13–13–3 | 29   |
| 30 | Március 21. | Los Angeles Kings  | 0 – 2    | Dallas Stars        |        | Lehtonen         | 18,118   | 14–13–3 | 31   |
| 31 | Március 23. | Dallas Stars       | 5 – 2    | Colorado Avalanche  |        | Lehtonen         | 17,311   | 15–13–3 | 33   |
| 32 | Március 25. | Dallas Stars       | 4 – 7    | Minnesota Wild      |        | Lehtonen         | 16,167   | 15–14–3 | 33   |
| 33 | Március 29. | Dallas Stars       | 5 – 3    | Minnesota Wild      |        | Lehtonen/Bachman | 17,376   | 16–14–3 | 35   |
| 34 | Március 31. | Dallas Stars       | 2 – 3    | Los Angeles Kings   |        | Lehtonen         | 15,719   | 16–15–3 | 35   |

#### Április
| #  | Dátum       | Otthon              | Eredmény | Idegenben             | Hossz. | Kapus            | Nézőszám | Tabella | Pont |
| 35 | Április 1.  | Dallas Stars        | 0 – 4    | Anaheim Ducks         |        | Lehtonen         | 13,748   | 16–16–3 | 35   |
| 36 | Április 3.  | Anaheim Ducks       | 5 – 2    | Dallas Stars          |        | Lehtonen         | 15,165   | 16–17–3 | 35   |
| 37 | Április 5.  | Anaheim Ducks       | 1 – 3    | Dallas Stars          |        | Lehtonen         | 16,884   | 17–17–3 | 37   |
| 38 | Április 7.  | San Jose Sharks     | 4 – 5    | Dallas Stars          | SO     | Lehtonen         | 17,562   | 18–17–3 | 39   |
| 39 | Április 9.  | Dallas Stars        | 5 – 1    | Los Angeles Kings     |        | Lehtonen/Bachman | 16,367   | 19–17–3 | 41   |
| 40 | Április 12. | Nashville Predators | 2 – 5    | Dallas Stars          |        | Bachman          | 16,818   | 20–17–3 | 43   |
| 41 | Április 13. | Dallas Stars        | 2 – 1    | San Jose Sharks       |        | Bachman          | 18,007   | 21–17–3 | 45   |
| 42 | Április 15. | Chicago Blackhawks  | 5 – 2    | Dallas Stars          |        | Bachman          | 21,986   | 21–18–3 | 45   |
| 43 | Április 18. | Dallas Stars        | 5 – 1    | Vancouver Canucks     |        | Lehtonen         | 16,571   | 22–18–3 | 47   |
| 44 | Április 19. | St. Louis Blues     | 2 – 1    | Dallas Stars          |        | Lehtonen         | 19,328   | 22–19–3 | 47   |
| 45 | Április 21. | Los Angeles Kings   | 4 – 3    | Dallas Stars          | HV     | Lehtonen         | 18,118   | 22–19–4 | 48   |
| 46 | Április 23. | San Jose Sharks     | 3 – 2    | Dallas Stars          |        | Lehtonen         | 17,562   | 22–20–4 | 48   |
| 47 | Április 25. | Dallas Stars        | 1 – 3    | Columbus Blue Jackets |        | Lehtonen         | 16,918   | 22–21–4 | 48   |
| 48 | Április 27. | Dallas Stars        | 0 – 3    | Detroit Red Wings     |        | Bachman          | 18,532   | 22–22–4 | 48   |

## Rájátszás
A Dallas Stars nem jutott be a rájátszásba.

## Kanadai táblázat

### Mezőnyjátékosok
| Játékos          | MSz | G   | A   | P   | +/- | BP  |
| ---------------- | --- | --- | --- | --- | --- | --- |
| Jamie Benn       | 41  | 12  | 21  | 33  | -12 | 40  |
| Loui Eriksson    | 48  | 12  | 17  | 29  | -9  | 8   |
| Ray Whitney      | 32  | 11  | 18  | 29  | +1  | 4   |
| Jaromír Jágr‡    | 34  | 14  | 12  | 26  | -5  | 20  |
| Derek Roy‡       | 30  | 4   | 18  | 22  | +3  | 4   |
| Alex Goligoski   | 47  | 3   | 24  | 27  | +4  | 18  |
| Cody Eakin       | 48  | 7   | 17  | 24  | +1  | 31  |
| Vernon Fiddler   | 46  | 4   | 13  | 17  | +3  | 48  |
| Michael Ryder‡   | 19  | 6   | 8   | 14  | +4  | 8   |
| Antoine Roussel  | 39  | 7   | 7   | 14  | +3  | 85  |
| Stéphane Robidas | 48  | 1   | 12  | 13  | +2  | 56  |
| Trevor Daley     | 44  | 4   | 9   | 13  | +1  | 14  |
| Eric Nystrom     | 48  | 7   | 4   | 11  | -3  | 61  |
| Brenden Morrow‡  | 29  | 6   | 5   | 11  | -8  | 18  |
| Ryan Garbutt     | 36  | 3   | 7   | 10  | +1  | 32  |
| Reilly Smith     | 37  | 3   | 6   | 9   | 0   | 8   |
| Brenden Dillon   | 48  | 3   | 5   | 8   | +1  | 65  |
| Alex Chiasson    | 7   | 6   | 1   | 7   | +3  | 65  |
| Erik Cole†       | 28  | 6   | 1   | 7   | -7  | 10  |
| Jordie Benn      | 26  | 1   | 5   | 6   | -4  | 10  |
| Philip Larsen    | 32  | 2   | 3   | 5   | -10 | 18  |
| Aaron Rome       | 27  | 0   | 5   | 5   | -2  | 18  |
| Tomáš Vincour‡   | 15  | 2   | 1   | 3   | 0   | 2   |
| Matt Fraser      | 12  | 1   | 2   | 3   | 0   | 0   |
| Lane MacDermid   | 6   | 2   | 0   | 2   | +1  | 9   |
| Jamie Oleksiak   | 16  | 0   | 2   | 2   | -5  | 14  |
| Tom Wandell      | 18  | 1   | 0   | 1   | 0   | 4   |
| Colton Sceviour  | 1   | 0   | 1   | 1   | -1  | 0   |
| Toby Petersen    | 1   | 0   | 0   | 0   | 0   | 0   |
| Francis Wathier  | 1   | 0   | 0   | 0   | 0   | 0   |
| Összesen         | 857 | 128 | 224 | 352 | -38 | 605 |

- Megjegyzés:A ‡ jelű játékosok szezon közben távoztak a csapattól. A † jelű játékosok szezon közben érkeztek a csapathoz

## Díjak, mérföldkövek, rekordok

### Díjak
| Alapszakasz     |                            |                     |
| Játékos         | Díj                        | Dátum               |
| Jamie Benn      | 2. legjobb játékos a héten | 2013. február 6-10. |
| Richard Bachman | 3. legjobb játékos a héten | 2013. április 8-14. |

### Mérföldkövek
| Alapszakasz          |                                              |                   |
| Játékos              | Mérföldkő                                    | Dátum             |
| Stéphane Robidas     | 800. NHL-mérkőzés                            | 2013. január 19.  |
| Kari Lehtonen        | 20,000. játékperc NHL-mérkőzésen             | 2013. január 19.  |
| Cristopher Nihlstorp | Első NHL-mérkőzés                            | 2013. január 20.  |
| Michael Ryder        | 200. NHL-gól                                 | 2013. január 26.  |
| Alex Goligoski       | 100. NHL-assziszt                            | 2013. január 26.  |
| Vernon Fiddler       | 100. NHL-assziszt                            | 2013. január 26.  |
| Jamie Oleksiak       | Első NHL-mérkőzés                            | 2013. február 1.  |
| Antoine Roussel      | Első NHL-mérkőzés Első NHL-pont Első NHL-gól | 2013. február 1.  |
| Brenden Dillon       | Első NHL-pont Első NHL-assziszt Első NHL-gól | 2013. február 1.  |
| Michael Ryder        | 400. NHL-pont                                | 2013. február 1.  |
| Michael Ryder        | 200. NHL-assziszt                            | 2013. február 6.  |
| Jamie Oleksiak       | Első NHL-pont Első NHL-assziszt              | 2013. február 13. |
| Reilly Smith         | Első NHL-pont Első NHL-gól                   | 2013. február 15. |
| Antoine Roussel      | Első NHL-assziszt                            | 2013. február 21. |
| Cristopher Nihlstorp | Első NHL-győzelem                            | 2013. február 23. |
| Matt Fraser          | Első NHL-pont Első NHL-gól                   | 2013. február 25. |
| Reilly Smith         | Első NHL-assziszt                            | 2013. február 26. |
| Jamie Benn           | 100. NHL-assziszt                            | 2013. március 7.  |
| Trevor Daley         | 600. NHL-mérkőzés                            | 2013. március 12. |
| Loui Eriksson        | 200. NHL-assziszt                            | 2013. március 14. |
| Jordie Benn          | Első NHL-gól                                 | 2013. március 23. |
| Jaromír Jágr         | 1000. NHL-assziszt                           | 2013. március 29. |
| Alex Chiasson        | Első NHL-mérkőzés                            | 2013. április 3.  |
| Lane MacDermid       | Első NHL-pont Első NHL-gól                   | 2013. április 3.  |
| Alex Chiasson        | Első NHL-pont Első NHL-gól                   | 2013. április 5.  |
| Alex Chiasson        | Első NHL-assziszt                            | 2013. április 9.  |
| Eric Nystrom         | 400. NHL-mérkőzés                            | 2013. április 12. |
| Aaron Rome           | 200. NHL-mérkőzés                            | 2013. április 23. |
| Loui Eriksson        | 500. NHL-mérkőzés                            | 2013. április 25. |

## Játékoscserék

### Cserék
| Dátum             | Részletek                                                                             | Részletek                                                                                |
| 2012. június 22.  | A Washington CapitalsnakMike Ribeiro                                                  | A Dallas StarsnakCody Eakin Második körös draftjog 2012-es NHL-drafton                   |
| 2012. június 23.  | A Los Angeles KingsnekHetedik körös draftjog 2013-as NHL-drafton                      | A Dallas StarsnakHetedik körös draftjog (#183) 2012-es NHL-drafton                       |
| 2012. június 23.  | A Florida PanthersnekHetedik körös draftjog (#194) a 2012-es NHL-drafton              | A Dallas StarsHetedik körös draftjog a 2013-as NHL-drafton                               |
| 2012. július 2.   | A Buffalo SabresnekSteve Ott Adam Pardy                                               | A Dallas StarsnakDerek Roy                                                               |
| 2013. január 14.  | Az Edmonton OilersnekMark Fistric                                                     | A Dallas StarsnakHarmadik körös draftjog a 2013-as NHL-drafton                           |
| 2013. január 24.  | A Pittsburgh PenguinsnekEgy feltételes hetedik körös draftjog a 2013-as NHL-drafton   | A Dallas StarsnakCarl Sneep                                                              |
| 2013. február 26. | A Montréal CanadiensnekMichael Ryder Harmadik körös draftjog a 2013-as NHL-drafton    | A Dallas StarsnakEric Cole                                                               |
| 2013. március 24. | A Pittsburgh Penguinsnek Brenden Morrow Harmadik körös draftjog a 2013-as NHL-drafton | A Dallas Starsnak Joe Morrow Ötödik körös draftjog a 2013-as NHL-drafton                 |
| 2013. április 2.  | A Boston Bruinsnak Jaromír Jágr                                                       | A Dallas Starsnak Lane MacDermid Cody Payne Második körös draftjog a 2013-as NHL-drafton |
| 2013. április 2.  | A Vancouver Canucksnak Derek Roy                                                      | A Dallas Starsnak Kevin Connauton Második körös draftjog a 2013-as NHL-drafton           |
| 2013. április 2.  | A Colorado Avalanche-nek Tomáš Vincour                                                | A Dallas Starsnak Cameron Gaunce                                                         |
| 2013. június 8.   | Az Ottawa Senatorsnak Feltételes 6. körös draftjog a 2013-as NHL-drafton              | A Dallas Starsnak Szergej Goncsar (jogok)                                                |

### Igazolt szabadügynökök
| Játékos         | Volt csapata         | Szerződés adatai                   |
| Ray Whitney     | Phoenix Coyotes      | 2 év, $9 millió                    |
| Aaron Rome      | Vancouver Canucks    | 3 év, $4.5 millió                  |
| Antoine Roussel | Chicago Wolves       | 2 év, $1.225 millió                |
| Jaromír Jágr    | Philadelphia Flyers  | 1 év, $4.55 millió                 |
| Tyler Sloan     | Milwaukee Admirals   | 1 év, $600,000                     |
| Max Legace      | P.E.I. Rocket        | 3 év, $1.705 millió                |
| Taylor Peters   | Portland Winterhawks | 3 év, $2.56 millió (alapszerződés) |
| Curtis McKenzie | Miami Egyetem        | 2 év, $1.29 millió (alapszerződés) |

### Elvesztett szabadügynökök
| Játékos         | Új csapat              | Szerződés adatai          |
| Sheldon Souray  | Anaheim Ducks          | 3 év, $11 millió          |
| Adam Burish     | San Jose Sharks        | 4 év, $7.2 millió         |
| Andrew Raycroft | Hockey Milano Rossoblu | Nem hozták nyilvánosságra |
| Jake Dowell     | Minnesota Wild         | 2 év, $1.4 millió         |
| Radek Dvořák    | Anaheim Ducks          | 1 év, $675,000            |

### Igazolt játékosok
| Játékos              | Dátum                | Szerződés adatai                            |
| -------------------- | -------------------- | ------------------------------------------- |
| Francis Wathier      | 2012. június 13.     | 2 év, 1.15 millió                           |
| Jyrki Jokipakka      | 2012. június 14.     | 3 év, $2 millió                             |
| Emil Molin           | 2012. június 15.     | 3 év, $2.07 millió                          |
| Toby Petersen        | 2012. július 2.      | 2 év, $1.35 millió                          |
| Radek Faksa          | 2012. július 6.      | 3 év, $2.775 millió                         |
| Tom Wandell          | 2012. július 6.      | 1 év, $892,500                              |
| Brett Ritchie        | 2012. július 11.     | 3 év, $2.535 millió                         |
| Troy Vance           | 2012. július 11.     | 3 év, $1.875 millió                         |
| Richard Bachman      | 2012. július 12.     | 1 év, $625,000                              |
| Colton Sceviour      | 2012. július 12.     | 1 év, $525,000                              |
| Philip Larsen        | 2012. július 13.     | 2 év, $2.05 millió                          |
| Maxime Fortunus      | 2012. július 13.     | 1 év, $650,000                              |
| Ludvig Byström       | 2012. július 16.     | 3 év, $2.51 millió                          |
| Ryan Garbutt         | 2012. július 16.     | 2 év, $1.15 millió                          |
| Luke Gazdic          | 2012. július 16.     | 1 év, $577,500                              |
| Mark Fistric         | 2012. július 22.     | 1 év, $1.475 millió                         |
| Jordie Benn          | 2012. július 25.     | 1 év, $525,000                              |
| Kari Lehtonen        | 2012. szeptember 14. | 5 év, $29.5 millió (szerződés hosszabbítás) |
| Jamie Benn           | 2013. január 24.     | 5 év, $26.25 millió                         |
| Szergej Goncsar      | 2013. június 10.     | 2 év, $10 millió                            |
| Kevin Connauton      | 2013. június 13.     | 3 év, $2.05 millió                          |
| Cristopher Nilhstorp | 2013. június 17.     | 1 év, $725,000                              |
| Travis Morin         | 2013. június 20.     | 2 év, $1.1 millió                           |
| Colton Sceviour      | 2013. június 20.     | 1 év, $600,000                              |
| Matt Fraser          | 2013. június 24.     | 1 év, $625,000                              |
| Cameron Gaunce       | 2013. június 24.     | 1 év, $650,000                              |

## Draft
| Kör | #    | Játékos           | Poszt       | Nemzetiség  | Főiskola/Junior/Klub csapat (Liga) |
| --- | ---- | ----------------- | ----------- | ----------- | ---------------------------------- |
| 1   | 13   | Radek Faksa       | Center      | Csehország  | Kitchener Rangers (OHL)            |
| 2   | 43   | Ludvig Byström    | Védő        | Svédország  | MODO J20 (J20 SuperElit)           |
| 2   | 54   | Mike Winther      | Center      | Kanada      | Prince Albert Raiders (WHL)        |
| 2   | 61*  | Devin Shore       | Center      | Kanada      | Whitby Fury (OJHL)                 |
| 3   | 74   | Esa Lindell       | Védő        | Finnország  | Jokerit U20 (Jr. A SM-liiga)       |
| 4   | 104  | Gemel Smith       | Center      | Kanada      | Owen Sound Attack (OHL)            |
| 5   | 134  | Branden Troock    | Jobb szélső | Kanada      | Seattle Thunderbirds (WHL)         |
| 5   | 144* | Henri Kiviaho     | Kapus       | Finnország  | KalPa U20 (Jr. A SM-liiga)         |
| 7   | 183  | Dmitrij Szinitsyn | Védő        | Oroszország | UMass Lowell (Hockey East)         |

- Megj.:
- A második körös draftjog a Philadelphia Flyerstől van (ők pedig a Los Angeles Kingstől kapták) egy 2012. február 16-án lebonyolított csere következtében, és cserébe Nicklas Grossmannt adták.
- Az ötödik körös draftjog a Florida Pantherstől van, amit 2011. december 11-én szereztek meg Krys Barch és egy 2012-es hatodik körös draftjog ellenében és még a Stars megkapta Jake Hauswirth-öt.